# استان سبها
سبها نام یکی از استان‌های کشور لیبی است

## جغرافیا
استان سبها در مرکز لیبی و در میان صحرای بزرگ آفریقا قرار گرفته است.
مرکز این استان هم شهر سَبها با ۴۰،۰۰۰ نفر جمعیت است.
شهر سبها واحهای است که در میانه بیابانی به نام بیابان فزان قرار گرفته و دارای یک دانشگاه به نام «دانشگاه سبها»ست.

## تاریخچه
معمر قذافی، رئیس‌جمهور لیبی بخشی از جوانی خود را در این شهر گذراند.
آمریکایی‌ها مدعی وجود یک کارخانه زیرزمینی تولید جنگ‌افزار شیمیایی به نام فارما ۲۰۰ (Pharma 200) در منطقه سبها هستند.
احتمال دارد که امام موسی صدر این‌جا زندانی باشد.